# Oleśnica
Oleśnica es un municipio urbano y una localidad, capital del distrito de Oleśnica, en el voivodato de Baja Silesia (Polonia). Es, además, la sede de gobierno del municipio rural homónimo, aunque no se encuentra dentro de su superficie. Entre 1975 y 1988 se ubicaba en el antiguo voivodato de Wrocław. En 2011, según la Oficina Central de Estadística polaca, cubría una superficie de 20,96 km² y tenía una población de 36 998 habitantes.